# Roemenië op de Paralympische Winterspelen 2014
Roemenië was een van de landen die deelnam aan de Paralympische Winterspelen 2014 in Sotsji, Rusland.

## Deelnemers en resultaten
(m) = mannen, (v) = vrouwen 

### Alpineskiën
| Paralympiër   | Onderdeel                | Resultaat | Prestatie |
| ------------- | ------------------------ | --------- | --------- |
| Laura Valeanu | Slalom, staand (v)       | 5e        | 2:10.13   |
| Laura Valeanu | Reuzenslalom, staand (v) | 7e        | 2:54.23   |